# Oeigoerse genocide
De Oeigoerse genocide (Oeigoers: ئۇيغۇر قىرغىنچىلىقى, Chinees: 维吾尔族种族灭绝) is de aantijging tegen mensenrechtenschendingen die door de Chinese regering worden gepleegd tegen het Oeigoerse volk en andere etnische en religieuze minderheden in en rond de Oeigoerse Autonome Regio Xinjiang van de Volksrepubliek China. Door sommigen wordt de genocide nog niet als vaststaand bewezen geacht. Sinds 2014 heeft de Chinese regering, onder leiding van de Chinese Communistische Partij (CCP) tijdens het bewind van de algemeen secretaris van de CCP, Xi Jinping, beleid gevoerd dat ertoe heeft geleid dat meer dan een miljoen moslims (voornamelijk Oeigoeren) worden vastgehouden in geheime interneringskampen zonder enig juridisch proces in de grootste systematische detentie van etnische en religieuze minderheden sinds de Holocaust en de Tweede Wereldoorlog. Duizenden moskeeën in Xinjiang zijn verwoest of beschadigd, en honderdduizenden kinderen zijn met geweld van hun ouders gescheiden en naar kostscholen gestuurd.
Dit beleid is door critici beschreven als de gedwongen assimilatie van Xinjiang en als etnocide of culturele genocide. Sommige regeringen (waaronder Nederland), activisten, onafhankelijke NGO's, mensenrechtendeskundigen, academici, regeringsfunctionarissen en de regering in ballingschap van Oost-Turkestan hebben het een genocide genoemd.
Critici hebben met name gewezen op de internering van Oeigoeren in door de staat gefaciliteerde interneringskampen, onderdrukking van Oeigoerse religieuze praktijken, politieke indoctrinatie, ernstige mishandeling, evenals uitgebreide bewijsstukken en getuigenissen over mensenrechtenschendingen, waaronder gedwongen sterilisatie, anticonceptie, abortus en kindermoorden. Uit statistieken van de Chinese overheid blijkt dat tussen 2015 en 2018 het geboortecijfer in de overwegend Oeigoerse regio's Hotan en Kashgar met meer dan 60% is afgenomen. In dezelfde periode daalde het geboortecijfer van het hele land met 9,69%, van 12,07 naar 10,9 per 1.000 inwoners. De Chinese autoriteiten erkennen dat het geboortecijfer in 2018 met bijna een derde daalde in Xinjiang, maar ontkennen berichten over gedwongen sterilisatie en genocide. In 2019 daalde het geboortecijfer met bijna 24% (tegenover een landelijke daling van slechts 4,2%).
De internationale reacties zijn sterk verdeeld: tientallen lidstaten van de Verenigde Naties (VN) hebben in 2020 brieven aan de Mensenrechtenraad van de Verenigde Naties gestuurd ter ondersteuning of veroordeling van het Chinese beleid in Xinjiang. In december 2020 weigerde het Internationaal Strafhof om onderzoek te doen tegen China omdat het geen jurisdictie had over China voor de meeste vermeende misdaden. De Verenigde Staten was op 19 januari 2021 het eerste land dat de mensenrechtenschendingen als genocide bestempelde, hoewel het Office of the Legal Adviser van het Amerikaanse ministerie van Buitenlandse Zaken concludeerde dat er onvoldoende bewijs was om genocide te bewijzen. Sindsdien hebben de regeringen van Canada, Nederland, het Verenigd Koninkrijk, Nieuw-Zeeland en Litouwen de mensenrechtenschendingen tegen de Oeigoeren in Xinjiang als genocide erkend.

## Achtergrond

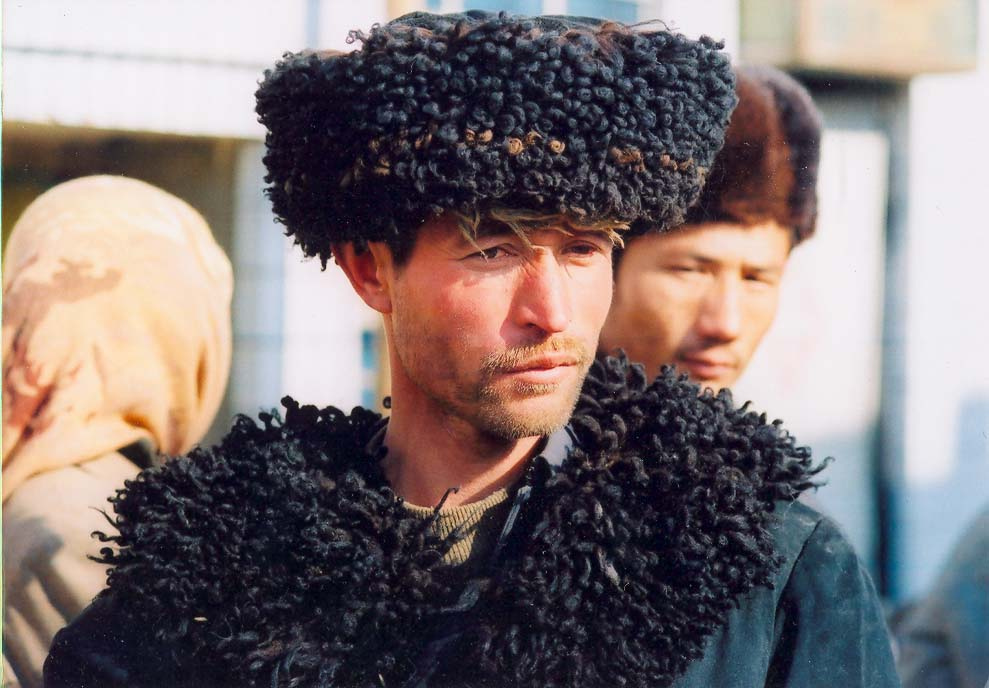
Een Oeigoerse man uit Kasjgar, een stad in Xinjiang, China.

Historisch gezien hebben verschillende Chinese dynastieën controle uitgeoefend over delen van het huidige Xinjiang.
Na de moord in 1928 op de leider van Xinjiang, Yang Zengxin, kwam de semiautonome regio in handen van de Republiek China. In 1930 werd de semiautonome status van de regio geheel afgeschaft en nam China de controle in de regio over. In 1933 werd het afgescheiden Eerste Republiek Oost-Turkestan opgericht na de Kumul-opstand. In 1934 werd de Eerste Oost-Turkestaanse Republiek met de hulp van de Sovjet-Unie veroverd door krijgsheer Sheng Shicai voordat die zich in 1942 met de Republiek China verzoende. In 1944 leidde de Ili-opstand tot de oprichting van de Tweede Republiek Oost-Turkestan, die voor zijn voortbestaan afhankelijk was van de "stilzwijgende toestemming" van de Sovjet-Unie totdat de Republiek in 1949 werd opgenomen in de Volksrepubliek China.
Van de jaren vijftig tot de jaren zeventig sponsorde de Chinese regering een massale migratie van Han-Chinezen naar de regio en werd de culturele identiteit en religie van de Oeigoeren onderdrukt. Tijdens deze periode ontstonden verschillende Oeigoerse onafhankelijkheidsorganisaties, waarvan de Volkspartij van Oost-Turkestan in 1968 de grootste was. In de jaren zeventig steunden de Sovjets het Verenigd Revolutionair Front van Oost-Turkestan (URFET) in hun strijd tegen de Chinezen.
In februari 1997 leidde de executie van 30 vermoedelijke separatisten tijdens de ramadan tot grote demonstraties. Het Volksbevrijdingsleger (PLA) trad hard op tegen demonstranten, en ten minste negen demonstranten kwamen om. Later die maand kwamen bij bomaanslagen op een bus in Ürümqi die door Oeigoerse groepen werd opgeëist, negen mensen om het leven en raakten 68 mensen gewond. In maart 1997 kwamen bij een busbom twee mensen om het leven, waarvan de verantwoordelijkheid werd opgeëist door Oeigoerse separatisten en de in Turkije gevestigde Organisatie voor de Vrijheid van Oost-Turkistan.
In juli 2009 braken rellen uit in Xinjiang na een gevecht tussen Oeigoerse en Han-Chinese arbeiders in een fabriek, waarbij meer dan honderd doden vielen. Na de rellen hebben Oeigoerse terroristen tussen 2009 en 2016 tientallen Han-Chinezen gedood in gecoördineerde aanvallen. Onder andere in 2009, 2011, en 2014. De aanslagen werden uitgevoerd door Oeigoerse separatisten.

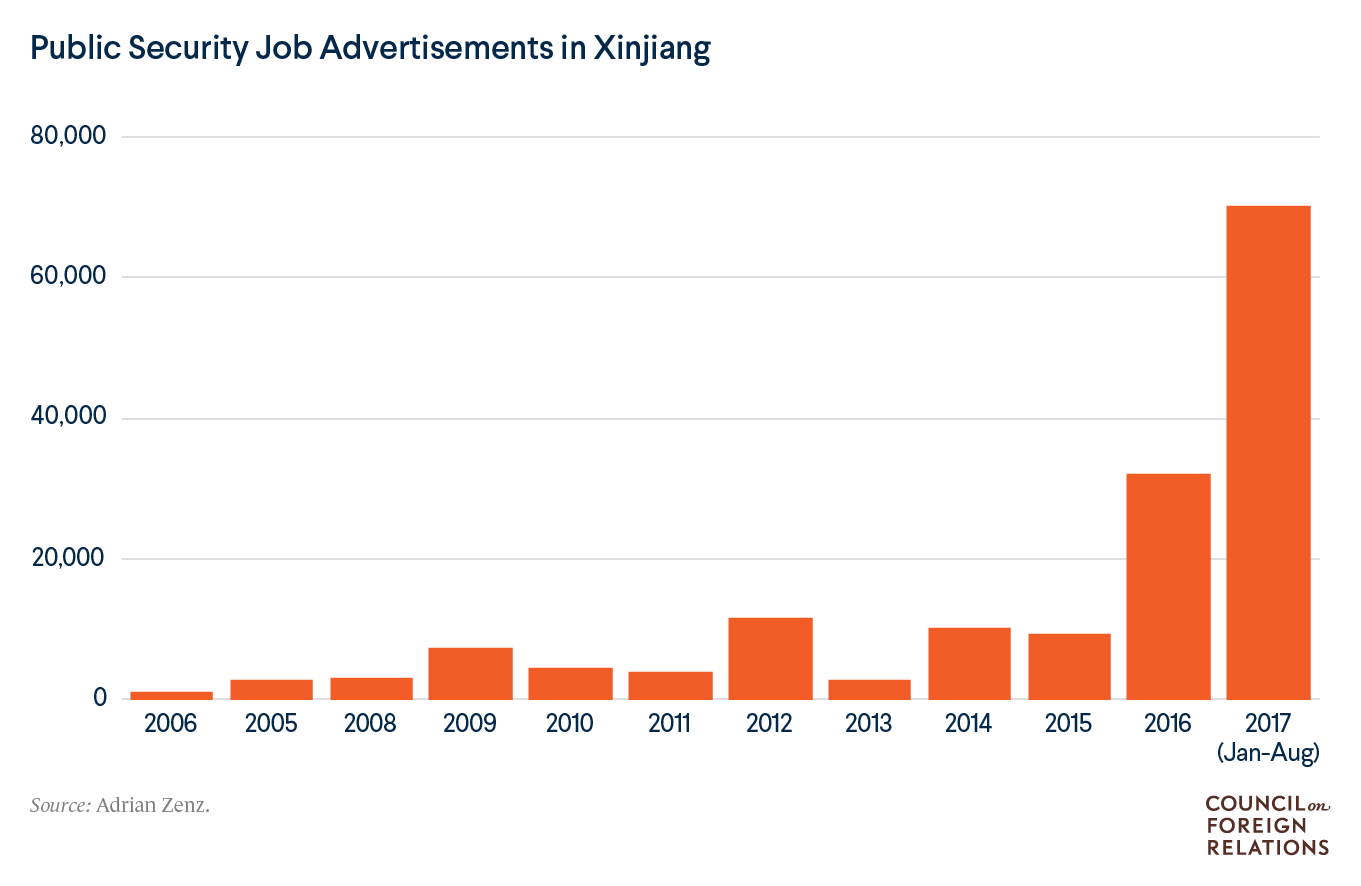
Politievacatures in Xinjiang per jaar

## Culturele gevolgen

### Moskeeën

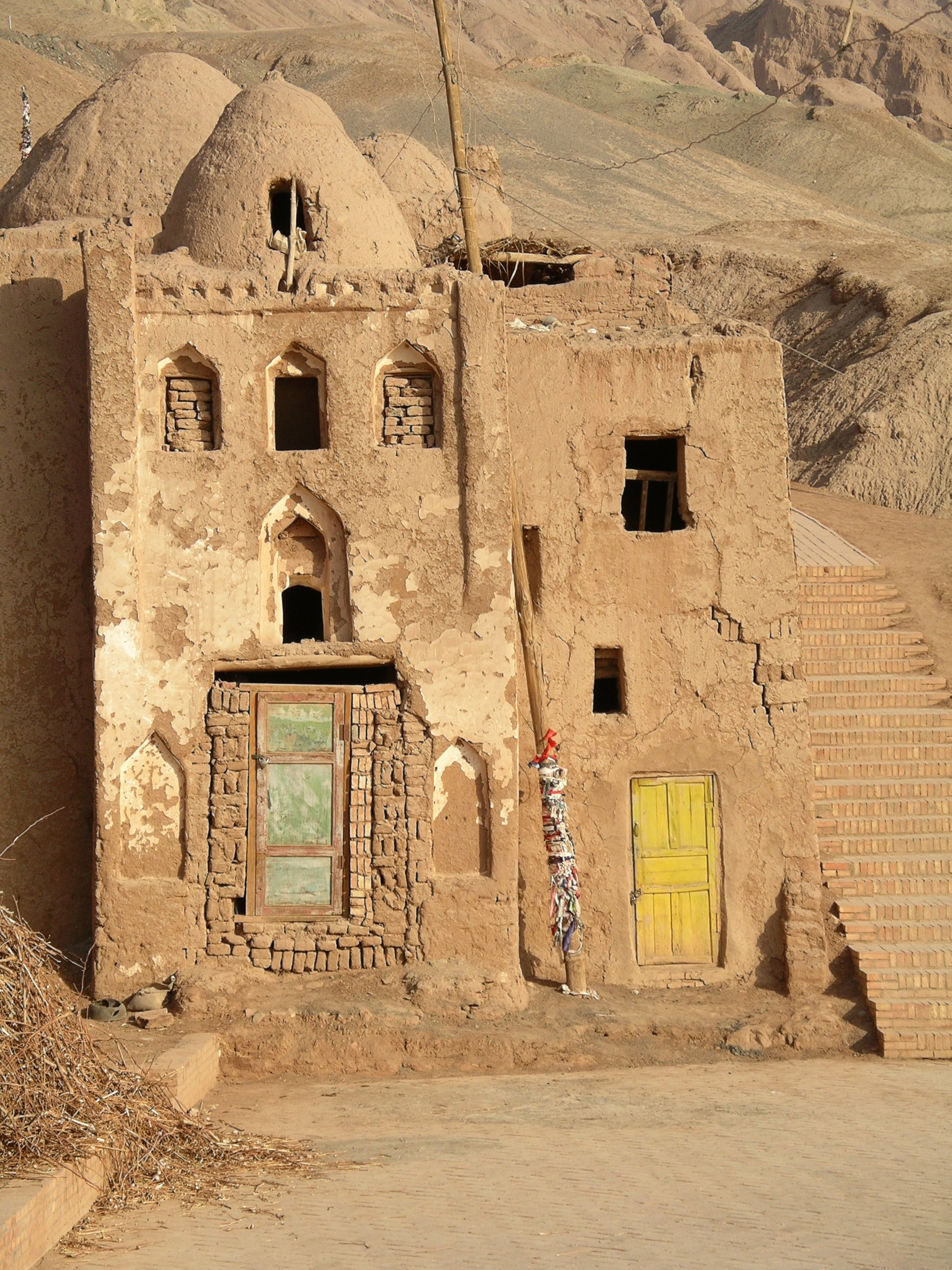
Een moskee in Tuyoq, Xinjiang

Moskeeën, islamitische heiligdommen en begraafplaatsen in Xinjiang zijn het doelwit van systematische vernietiging. Naar schatting zijn 16.000 moskeeën verwoest of beschadigd.

### Onderwijs

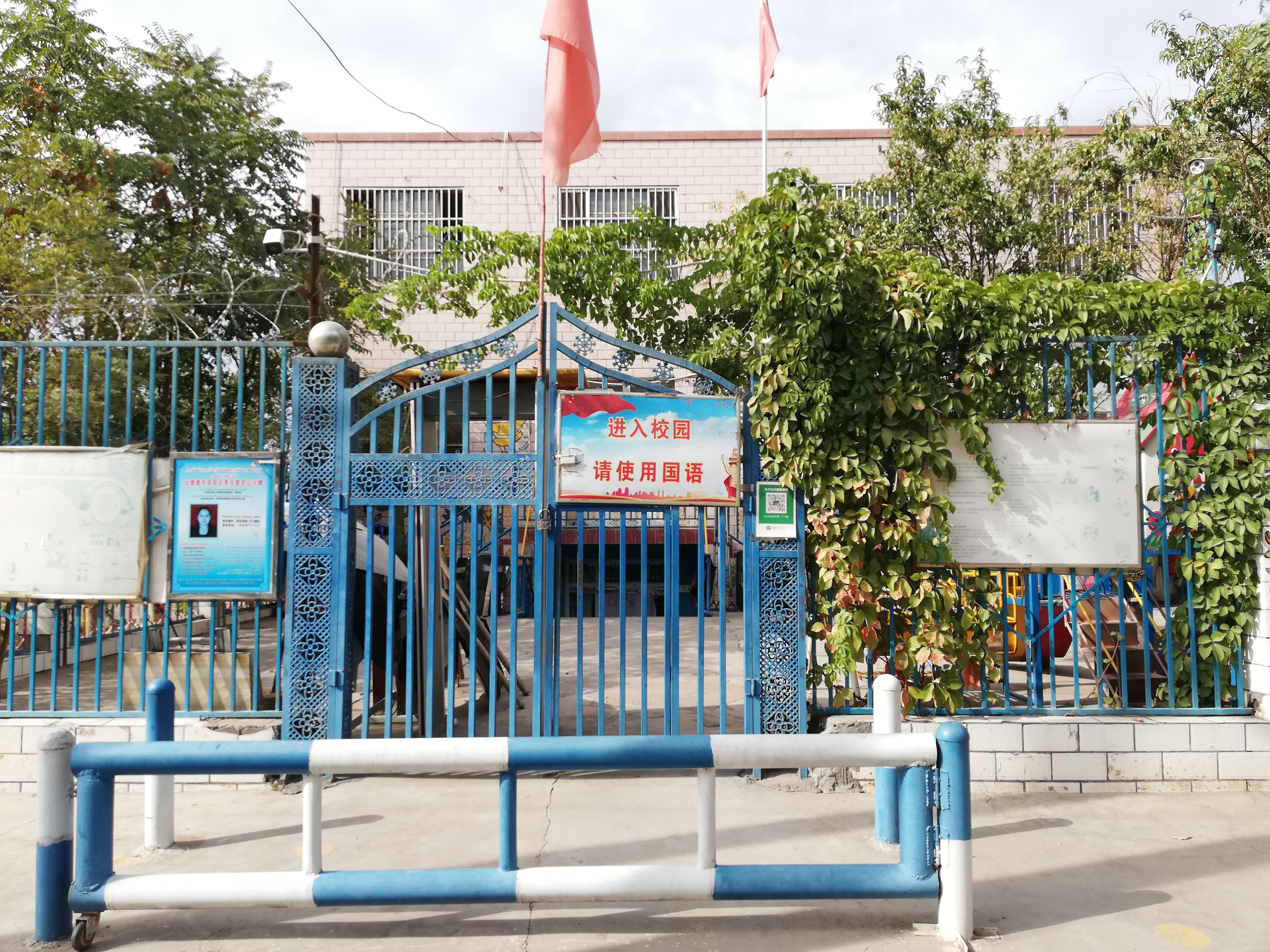
De ingang van een school in Turpan, een stad met een Oeigoerse meerderheid in Xinjiang, in 2018. Op het bord bij de poort staat geschreven in het Chinees: "Je betreedt het schoolterrein. Spreek alstublieft Guoyu ['de nationale taal', d.w.z Mandarijn Chinees]"

Sinds 2011 zijn scholen in Xinjiang overgegaan op tweetalig onderwijs. De voertaal is nu Mandarijn Chinees, en lessen hebben slechts een paar uur per week aandacht voor de Oeigoerse literatuur. Ondanks deze nadruk op tweetalig onderwijs, leren maar weinig Han-Chinese kinderen Oeigoers spreken.
Uit verklaringen van gevluchte ooggetuigen zijn verkrachting en marteling aan de orde van de dag, en worden gedetineerden dwongen een bepaald medicijn te nemen waardoor ze onvruchtbaar worden of minder cognitief vermogen kregen.
Sinds 2021 zijn Oeigoerse leerboeken verboden, en worden hun auteurs en redacteuren ter dood of tot levenslange gevangenisstraf veroordeeld op beschuldiging van separatisme.

### Gedetineerde academici en religieuze figuren
Het Oeigoerse Mensenrechtenproject heeft ten minste 386 Oeigoerse intellectuelen geïdentificeerd die opgesloten zitten of zijn verdwenen.

### Begraafplaatsen
Tussen 2017 en 2019 zijn in Xinjiang tientallen begraafplaatsen vernietigd. De opgegraven menselijke botten van de begraafplaatsen in Xayar County werden weggegooid. In januari 2020 meldde CNN op basis van een analyse van satellietbeelden van Google Maps dat de Chinese autoriteiten meer dan 100 begraafplaatsen in Xinjiang hebben vernietigd, voornamelijk Oeigoerse. De Chinese regering zegt dat de begraafplaatsen worden verplaatst vanwege de slechte omstandigheden waarin de begraafplaatsen zich bevonden, en zegt dat de doden opnieuw worden bijgezet op nieuwe gestandaardiseerde begraafplaatsen.

### Huwelijk
Oeigoerse stellen worden aangespoord om minder kinderen te krijgen, en vrouwen worden aangemoedigd om met niet-Oeigoeren te trouwen.
Dit gebeurt onder andere door middel van subsidies van de staat.

### Kleding

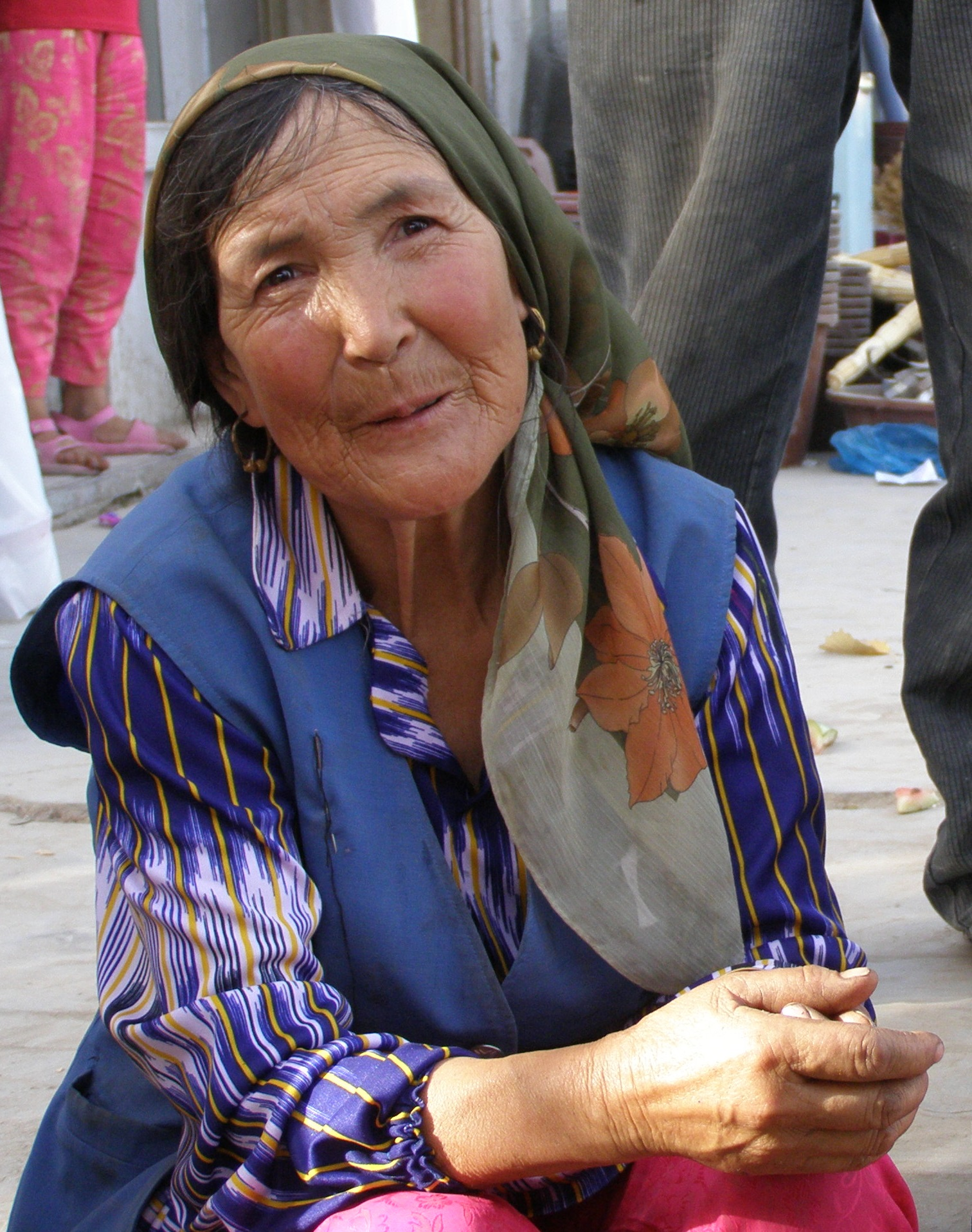
Een Oeigoerse vrouw die een hidjab draagt in Xinjiang

Chinese autoriteiten ontmoedigen het dragen van hoofddoeken, sluiers en andere islamitische kleding in de regio. Op 20 mei 2014 brak een protest uit in Alakaga toen 25 vrouwen en schoolmeisjes werden opgesloten voor het dragen van hoofddoeken.Er vielen twee doden en vijf gewonden toen politie het vuur opende op de demonstranten. Een team journalisten van de Washington Post werd vervolgens in Alakaga vastgehouden en uiteindelijk uit de regio gedeporteerd.

### Kindernamen
Sinds 2015 is het in Xinjiang verboden om kinderen een naam te geven met verwijzingen naar "overdreven religious enthousiasme". Onder andere de namen Mohammed en Saddam zijn er verboden.

## Schendingen van mensenrechten

### Binnen interneringskampen

#### Massaopsluitingen
Onderzoekers en organisaties hebben verschillende schattingen gemaakt van het aantal mensen dat vastzit in de interneringskampen van Xinjiang. In 2018 gaf de vicevoorzitter van de VN-commissie voor de uitbanning van rassendiscriminatie, Gay McDougall, aan dat ongeveer 1 miljoen Oeigoeren in interneringskampen werden vastgehouden. In september 2020 onthulde een document van de Chinese regering dat tussen 2014 en 2019 gemiddeld 1,29 miljoen arbeiders per jaar een "beroepsopleiding" volgden. Adrian Zenz verklaarde dat dit "ons een mogelijke omvang van dwangarbeid geeft" in Xinjiang. Er zijn meerdere berichten dat er in de kampen veel sterfgevallen plaatsvinden.
Volgens een studie van Joanne Smith Finley uit 2020 betekent politieke heropvoeding "gedwongen assimilatie van de Chinese cultuur, sterfgevallen in de kampen door ondervoeding, onhygiënische omstandigheden, geweigerde medische zorg en geweld (lijfstraffen); verkrachtingen van mannelijke en vrouwelijke gevangenen; en, sinds het einde van 2018, overplaatsingen van recalcitrante gevangenen – voornamelijk jonge, religieuze mannen – naar zwaarbeveiligde gevangenissen in Xinjiang of elders in China. Andere "afgestudeerden" van het kamp zijn naar gesecuritiseerde dwangarbeid gestuurd.
Naar een schatting van Ethan Gutmann uit december 2020 overlijden jaarlijks 5 tot 10 procent van de gedetineerden in de kampen.

#### Martelingen
China heeft naar verluidt de Oeigoeren in Xinjiang onderworpen aan martelingen.
Waterboarding is naar verluidt een van de vormen van marteling die worden ingezet als onderdeel van het indoctrinatieproces.

#### Verplichte sterilisaties en anticonceptie
Vanaf 2019 kwamen er meldingen binnen van gedwongen sterilisaties in Xinjiang. De regionale regering van Xinjiang ontkent dat er gedwongen sterilisaties plaatsvinden.
In april 2021 meldde de verbannen Oeigoerse arts Gülgine dat de gedwongen sterilisaties van etnische Oeigoeren al sinds de jaren tachtig plaatsvinden. Sinds 2014 is het aantal gesteriliseerde vrouwen toegenomen. Volgens Gülgine waren er op sommige dagen rond de 80 operaties om vrouwen te steriliseren. Ze liet spiraaltjes zien en zei dat ze in de baarmoeders van vrouwen zijn geplaatst om ze te steriliseren.

#### Hersenspoeling
Gedetineerden moeten de Chinese leider Xi Jinping eren, en worden geleerd dat religie slecht is, en dat alleen de Chinese Communistische Partij ze een goede toekomst kan bieden.

#### Dwangarbeid
Quartz omschrijft de regio Xinjiang als een "katoengoelag" waar gevangenisarbeid zich heeft geworteld in alle stappen van de toeleveringsketen van katoen." De Chinese regering heeft in totaal meer dan 600.000 Oeigoeren naar industriële werkplekken verplaatst om dwangarbeid te verrichten. Tijdens de COVID-19-pandemie heeft de Chinese regering dwangarbeid opgelegd aan de Oeigoeren in Xinjiang. Van ten minste 83 bedrijven is vastgesteld dat hun producten zijn gemaakt met Oeigoerse dwangarbeiders.
Apple en Samsung hebben de Oeigoerse genocide veroordeeld, en maakte daarna omzetverliezen in heel China tussen de 50 en 76 procent.

#### Medische experimenten
Voormalige gevangenen hebben gezegd dat ze werden onderworpen aan medische experimenten.

#### Georganiseerde massaverkrachtingen en seksuele marteling
BBC News, CNN en andere bronnen beschuldigen de Chinese autoriteiten ervan dat ze massaverkrachtingen en seksuele martelingen organiseren in de interneringskampen.
Chinese regeringsfunctionarissen ontkennen alle beschuldigingen dat er sprake is van mensenrechtenschendingen in de interneringskampen.

### Buiten interneringskampen

#### Spiraaltjes en anticonceptie
China voert regelmatig zwangerschapscontroles uit bij honderdduizenden vrouwen van etnische minderheden in Xinjiang.
Onderzoeker Adrian Zenz meldde dat 80% van de nieuwe plaatsingen van spiraaltjes in de Volksrepubliek China in 2018 plaatsvond in Xinjiang, ondanks dat in de regio slechts 1,8% van de totale bevolking van het land woont. Zenz wijst erop dat het geboortecijfer in provincies waarvan de bevolking in meerderheid uit etnische minderheden bestaat, begon te dalen in 2015, "hetzelfde jaar dat de regering het verband tussen bevolkingsgroei en 'religieus extremisme' begon aan te wijzen".

#### Gedwongen samenwonen, samen slapen, verkrachting en abortus
Vanaf 2018 werden miljoen Chinese overheidsmedewerkers gedwongen om in de huizen van Oeigoerse families te wonen.
Een boek van Guo Rongxing over de onrust in Xinjiang stelt dat de rellen in de buurtschap Baren in 1990 het resultaat waren van 250 gedwongen abortussen die door de Chinese regering aan lokale Oeigoerse vrouwen waren opgelegd.

#### Beschuldigingen van orgaanroof
Ethan Gutmann meent dat er sinds de jaren negentig wijdverbreide orgaanroof van gewetensgevangenen plaatsvindt. Volgens Gutmann nam de oogst van organen van Oeigoerse gevangenen in 1999 af, waarna leden van de religieuze groepering Falun Gong de Oeigoeren vervingen als bron van organen.
Na 2010 doken de zorgen over de orgaanroof van Oeigoeren weer op.

### Buiten China
China wordt ervan beschuldigd dat het Oeigoeren die in het buitenland wonen dwingt terug te keren, waarbij het de familie die nog in China woont gebruikt om ze onder druk te zetten. China ontkent de beschuldigingen net zoals alle andere beschuldigingen met betrekking tot de Oeigoerse genocide.
In maart 2021 ontdekte Facebook dat hackers uit China cyberspionage uitvoerden op Oeigoeren buiten China.

## Gebruik van biometrische surveillance
Chinese autoriteiten gebruiken biometrische surveillance om individuen in de Oeigoerse gemeenschap te volgen. Er wordt van Oeigoeren bloed afgenomen, gezichten en vingerafdrukken gescand, en stemgeluid opgenomen. Volgens een assistent-professor aan de Universiteit van Windsor in Ontario, Mark Munsterhjelm, creëert de Chinese regering 'technologieën die worden gebruikt voor het jagen op mensen'.
In juli 2020 heeft het Amerikaanse ministerie van Handel 11 Chinese bedrijven sancties opgelegd voor het schenden van de mensenrechten van Oeigoerse moslims en minderheden die tot andere etnische groepen in China behoren.

### GPS-tracking van auto's
Veiligheidsfunctionarissen hebben inwoners van het noordwesten van China opdracht gegeven om GPS-volgapparatuur in hun voertuigen te installeren, zodat de autoriteiten hen kunnen volgen. Deze maatregel treft inwoners in de regio Xinjiang, en de autoriteiten hebben gezegd dat de maatregel "nodig is om de activiteiten van islamitische extremisten en separatisten tegen te gaan".

## Internationale reacties

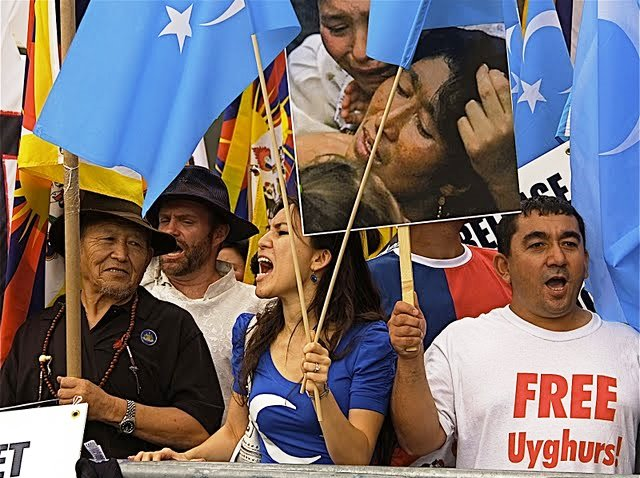
Demonstranten bij de Verenigde Naties met de vlag van Oost-Turkestan

In juli 2019 hebben 22 landen een gezamenlijke brief gestuurd aan de 41e zitting van de Mensenrechtenraad van de Verenigde Naties (UNHRC), waarin ze China's massale opsluiting van Oeigoeren en andere minderheden veroordelen, en China opriepen om "zich te onthouden van willekeurige detentie en beperkingen op het vrije verkeer van Oeigoeren en andere moslim- en minderheidsgemeenschappen in Xinjiang". In dezelfde sessie stuurden 50 landen een gezamenlijke brief uit ter ondersteuning van het Chinese Xinjiang-beleid waarin kritiek werd geuit op de praktijk van "het politiseren van mensenrechtenkwesties."
De Verenigde Staten was op 19 januari 2021 het eerste land dat de mensenrechtenschendingen als genocide bestempelde, hoewel het Office of the Legal Adviser van het Amerikaanse ministerie van Buitenlandse Zaken concludeerde dat er onvoldoende bewijs was om genocide te bewijzen. Sindsdien hebben de regeringen van Canada, Nederland, het Verenigd Koninkrijk, Nieuw-Zeeland en Litouwen de mensenrechtenschendingen tegen de Oeigoeren in Xinjiang als genocide erkend.
Op 31 Augustus 2022 publiceerde het Bureau van de Hoge Commissaris van de Verenigde Naties voor de Mensenrechten (OHCHR) een rapport over de zorgen over mensenrechtenschendingen in Xinjiang. Het rapport concludeerde dat de arbitraire en discriminerende detentie van Oeigoeren mogelijk een misdaad tegen de menselijkheid is. VN-chef Michelle Bachelet noemt de schendingen van de mensenrechten "ernstig", maar zowel zij als het VN-rapport vermijden het woord 'genocide'.

### Olympische Winterspelen 2022
Op 10 juni 2021 nam de senaat van Tsjechië unaniem een motie aan om de Olympische Winterspelen 2022 in China te boycotten vanwege de mensenrechtenschendingen in Xinjiang en Tibet.
Onder andere de Verenigde Staten, het Verenigd Koninkrijk, Canada en Australië hebben de Spelen diplomatiek geboycot door geen leiders te sturen. Bij eerdere boycots werden ook geen spelers gestuurd, maar bij deze boycots wel.

### Nederland

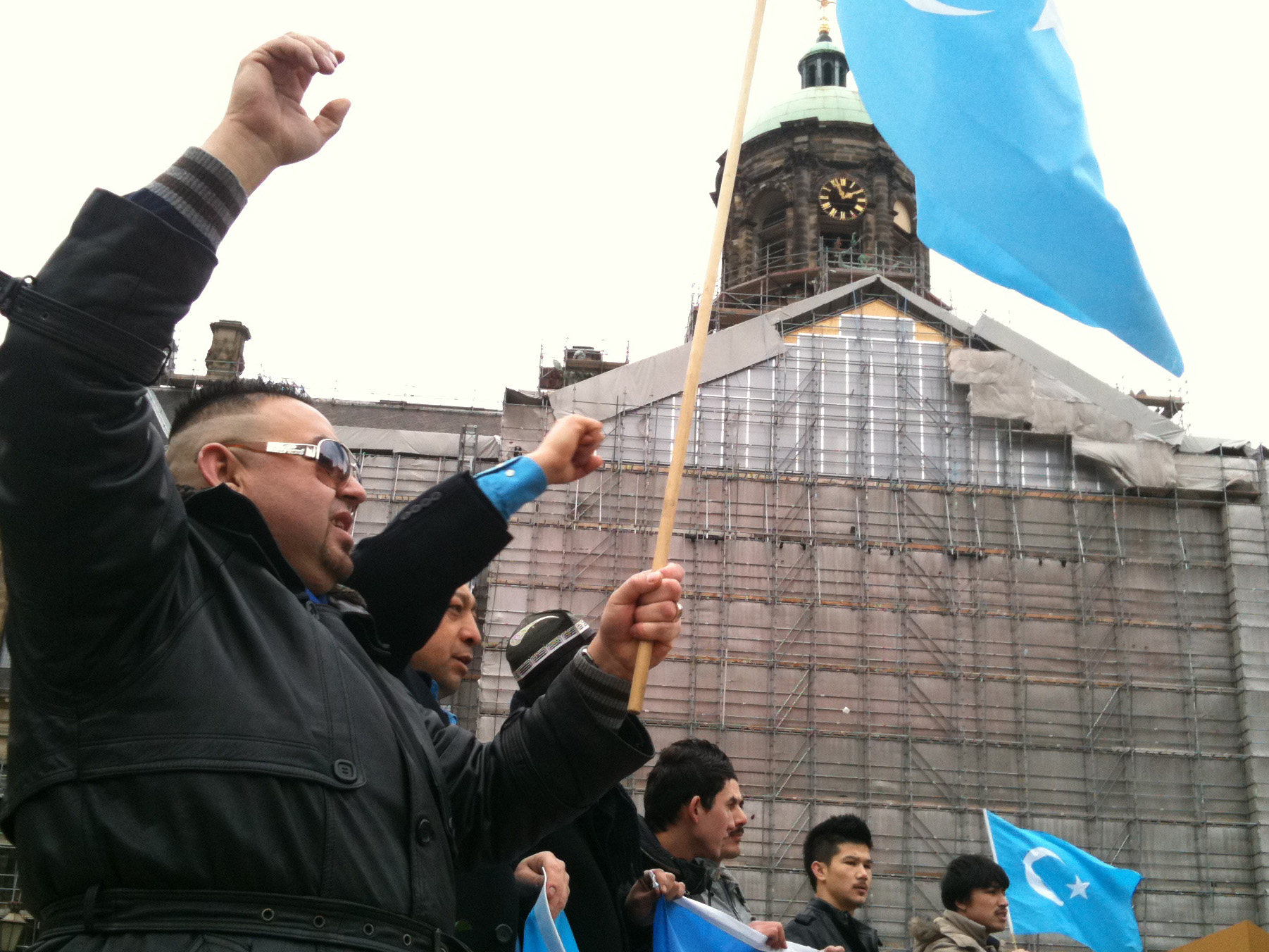
Protest in steun van de Oeigoeren in Amsterdam op 5 februari 2011

Op 25 februari 2021 nam de Tweede Kamer een niet-bindende motie aan waarin het optreden van de Chinese regering tegen de Oeigoeren als genocide wordt aangemerkt. De motie werd ingediend door Sjoerd Sjoerdsma (D66). CDA, D66, GroenLinks, SP, PvdA, ChristenUnie, Partij voor de Dieren, 50PLUS, DENK, SGP en de kamerleden Henk Krol en Femke Merel van Kooten-Arissen stemden voor de motie. VVD, PVV en Forum voor Democratie stemden tegen.
Op 21 juli 2021 verbrak de gemeente Arnhem haar stedenband met Wuhan vanwege de genocide.